# أنطونيو لوز فرتادو
أنطونيو لوز فرتادو (بالبرتغالية: Antonio Luz Furtado‏) هو مهندس وعالم حاسوب برازيلي، ولد في 24 أغسطس 1934.